# Bataysk

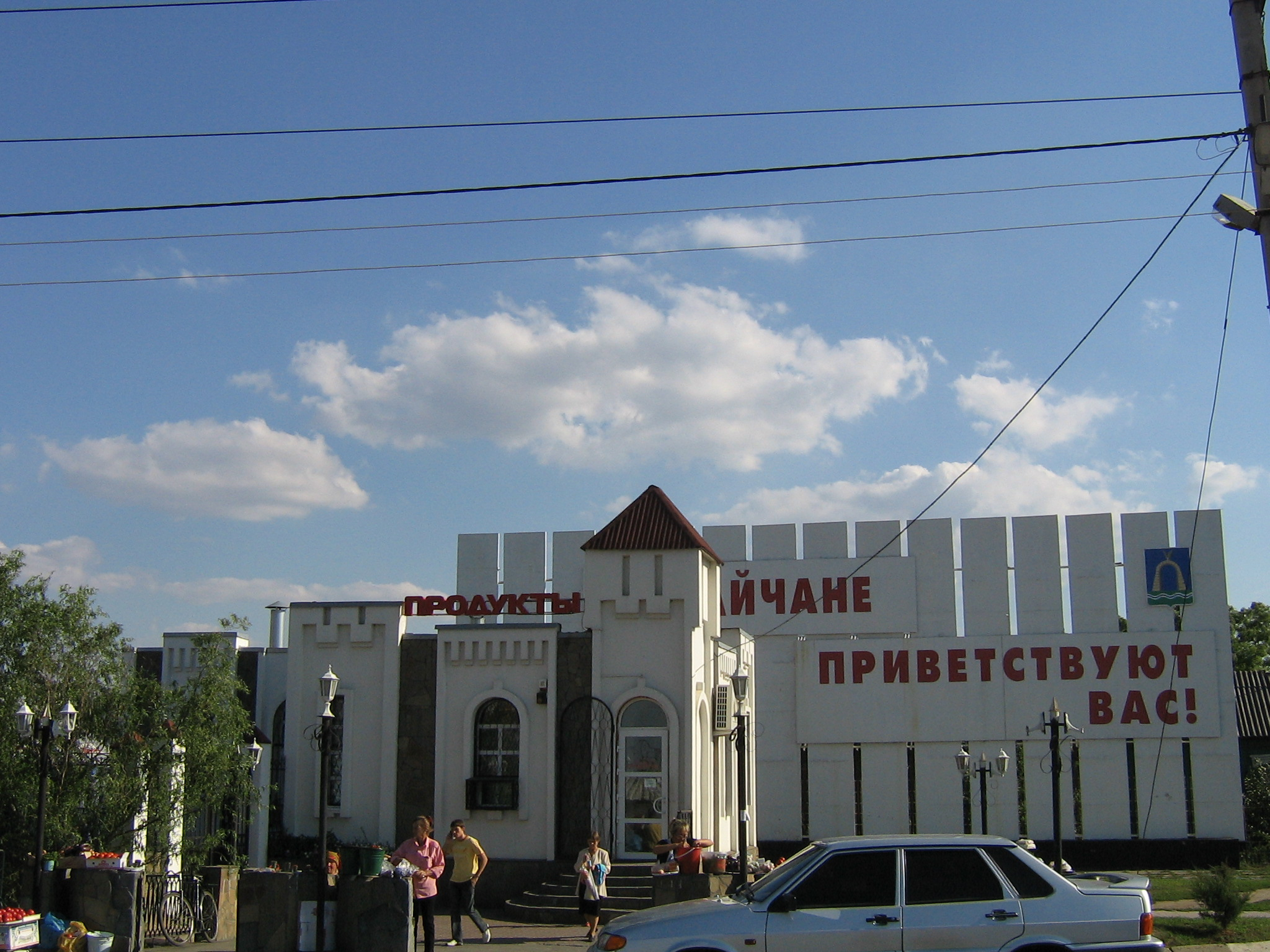
Cảnh Bataysk

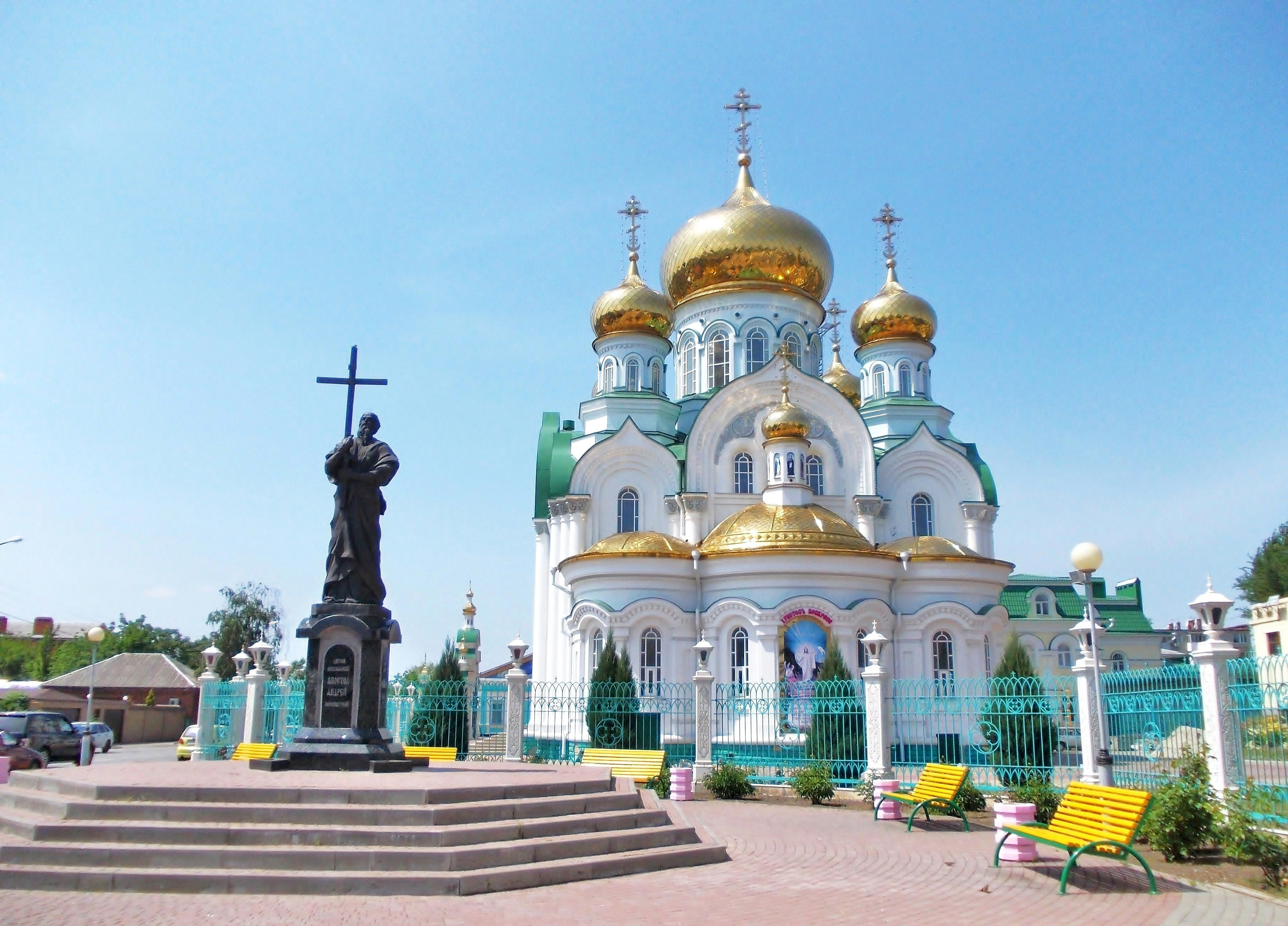

Bataysk (tiếng Nga: Батайск) là một thành phố Nga. Thành phố này thuộc chủ thể Rostov Oblast. Thành phố có dân số 107.438 người (theo điều tra dân số năm 2002). Đây là thành phố lớn thứ 148 của Nga theo dân số năm 2002. Dân số qua các thời kỳ: 111,856 (Điều tra dân số 2010); 107,438 (Điều tra dân số 2002); 91,930 (Điều tra dân số năm 1989).